# التروتسكي (فلم)
التروتسكي (بالإنجليزية: The Trotsky) وهو فلم كوميدي كندي أنتج في عام 2009 وهو من إخراج جاكوب تايرني ومن بطولة جاي باروشيل وإيميلي هامبشاير وكولم فيور وسول روبينيك ومايكل مورفي، والفلم يتكلم عن شاب في كوبيك يعتنق الأفكار الماركسية الشيوعية ويتأثر بليون تروتسكي أحد القادة الشيوعيين ويقوم بتقليده في كل شئ فيدعو مدرسته إلى تظاهرات ضد مديرها لأنه فاشي كما يقول، وكذلك يقع في حب فتاة أكبر منه ب9 سنوات ويحاول أن يتزوجها كما قام تروتسكي بالزواج بمرأة تكبره 9 سنوات ويمر بالكثير من المغامرات.

## وصلات خارجية
- مقالات تستعمل روابط فنية بلا صلة مع ويكي بيانات